# Open Air Varde
Open Air Varde er en festival i Varde, der siden 1978 har haft et utal af orkestre, som har spillet på friluftsscenen i Varde. 
Open Air Varde, der foregår altid på Varde Friluftsscene i uge 30. Friluftsscenen ligger i Arnbjerg, som et amfiteater, der er velegnet til musik og teater.
Open Air Varde er en af Danmarks ældste festivaler, startede i 1979 som en ren amatørkoncert, og dengang kun over en dag, og til i dag med knap 20 band på selv koncerten. Foruden selve festivalprogrammet præsenterer Open Air Varde også en koncert torsdag aften med et program, der henvender sig til et ældre publikum med primært Dansktop musik. Fredag formiddag afvikler arrangørerne en populær børnekoncert. 
Open Air Varde bliver drevet ved hjælp af frivilligt, ulønnet arbejdskraft, af amatører organiseret i Musikforeningen Open Air Varde. 
Open Air Varde foregår på 2 scener, den gamle og flotte amfi-scene med plads til 4000 mennesker og den ”nye” Bøgescene med plads til 6000 gæster. Derudover er der masser af gæster der bare nyder musikken ude fra parken. Arrangørerne anslår at der er mellem 10 -12.000 mennesker i Arnbjergparken i Varde i uge 30.

## Bands gennem tiden

### 1979
Crash, Blackburn, Purple Haze, Utopia (meldte afbud)

### 1980
7-sind, Charlie, Drivhuset, Crash, Blackburn

### 1981
7-sind, Charlie, Drivhuset, Crash, Blackburn

### 1982
Crash, Peace, Sultana, Sidevind, Midtpunkt

### 1983
Chris Crash Filiongong Band, Crash, Midtpunkt, Witch

### 1984
Lit de parade, New past, Witch, Crash, Midtpunkt

### 1985
New Past, Daddy Longleg, Lit de Parade, Twist, Witch

Konferencier: Cirkus Camino

### 1986
Komplot, Pique, Antons Fodvarmere, Highway 51, EQ, Månemænd

Konferencier: Cirkus Camino

### 1987
Straightline, Coyote, Blues Brigade, Lit de Parade, Månemænd

Konferencier: Cirkus Camino

### 1988
Boys & Girls, Sitting Bull, Graceband, Blues Brigade, Munchies, Lit de Parade, Månemænd, News

### 1989
Peter Thorup, Abandons, Spar 2, Condor, Boys & Girls, Checkpoint, Månemænd, Lit de Parade, To mænd, Lis Sørensen

Konferencier: Brdr. Grim's Morskabstheather

### 1990
Moonjam, Komplot, Pink Pineapple, Abandons, Target, Cottoncoats, Spar 2, Checkpoint, Suzi & Quadratrødderne, Gary Snider, OneTwo

Konferencier: Brdr. Grim's Morskabstheather

### 1991
Lars Lilholt Band, Komplot, Play a'tension, Life Line, Spar 2, Pink Pineapple, Suzi & Quadratrødderne, Stan Urban, Moonjam

Konferencier: Brdr. Grim's Morskabstheather

### 1992
Komplot, Spar 2, Ray Dee Ohh, Henning Stærk, Harvey Wallbanger, Remo, JPG's Band, Octavia, Off Time, Suzi & Quadratrødderne, Tv·2

Konferencier: Brdr. Grim's Morskabstheater

### 1993
Komplot, Off Time, Sko/Torp, Malurt, Kupmagerne, Checkpoint, Kingdom of Desire, Spar 2, Harvey Wallbanger and the Foghorns, Suzi & Quadratrødderne, Thomas Helmig

Konferencier: Brdr. Grim's Morskabstheather

### 1994
Upside Down, Suzi & Quadratrødderne, Nikolaj Steen, Shu-bi-dua, Partyman & the R. Wesane partyband, Fatamorgana, Harvey Wallbanger, Spar 2, Kingdom of Desire, Octavia, Lis Sørensen

Konferencier: Brdr. Grim's Morskabstheater 

### 1995
Torsdagskoncert:

Gospel United – Lillian Boute, Stig Rossen, Monique.

Børnenes fredag:

Alberte / Tigermand

Open Air Concert:

The Unforgiving, Candy man, Hit med 80'erne, TV-2, Sweethearts, Pinky's Few, Beat Street, Black'n'Blue, Harvey Wallbanger, Bunkejam, Suzi & Quadratrødderne

Konferencier: Brdr. Grim's Morskabstheater

### 1996
Torsdagskoncert:

Musical Galla – Børge Wagner, Søren Launbjerg, Monique, Trine Gadeberg, Fyns Underholdnings Orkester.

Børnenes fredag:

Povl Kjøller / Tigermand

Open Air Concert:

Dizzy Mizz Lizzy, Eve, Face to Face, Big Fat Snake, Poul Krebs, Soul'on, Get a Groove, Beyond, The Awfull Snowmen, Pinky's Few, Bunkejam, Suzi & Quadratrødderne, Gnags

Konferencier: Brdr. Grim's Morskabstheather

### 1997
Torsdagskoncert:

Dansk Slager Parade – Bjørn Tidmand, Jodle Birge, Tommy Seebach, Lis & Per, Susanne Lana, Tennessee.

Børnenes fredag:

Muddi og Salamidrengene / Tigermand

Open Air Concert:

D-A-D, Clowns, Face to Face, Backseat, Lars Lilholt Band, Soul'on, Tak for mad især kød, Beyond, Spar 2, Bunkejam, Zapp Zapp Jam, Suzi & Quadratrødderne, Johnny Madsen

Konferencier: Brdr. Grim’s Morskabstheater

### 1998
Torsdagskoncert:

Dansk Top Galla, Richard Ragnvald, Johnny Reimar & Cliffters, Birthe Kjær.

Børnenes fredag:

Mek Pek / Tigermand

Open Air Concert:

Humleridderne, Beyond, Thomas Helmig Jam, Sneakers, Shu-bi-dua, Night Train, Interference, Spinny Finn Fish, Spar 2, 7 Days, Suzi & Quadratrødderne, Electric Light Orchestra Part II

Konferencier: Brdr. Grim's Morskabstheather

### 1999
Torsdagskoncert:

Keld & Hilda Heick – Jette Torp med Jan Glæsels Orkester

Børnenes fredag:

Lotte & Søren / Tigermand

Open Air Concert:

Michael Falch & De Nye Rejsende, Suzi & Quadratrødderne, Dodo & The Dodos, Kim Larsen & Kjukken, Kashmir, Spar 2, Mek Pek's Partyband, Allan Olsen m. Band, Big Fat Snake

Konferencier: Brdr. Grim's Morskabstheather 

### 2000
Torsdagskoncert:

Swingtime med Ib Glindemann's 21 mands orkester & Swing Sisters

Børnenes fredag:

Muddi & Salamidrengene / Tigermand

Open Air Concert:

Poul Krebs, BeePop, Johnny Madsen, Bamses Venner, Inside the Whale, Spar 2, Zididada, Suzi & Quadratrødderne, Gnags

Konferencier: Brdr. Grim's Morskabstheater

Bøgescenen:

Say Cheese, Phase, X-Ceed

Konferencier: Brdr. Grim's Morskabstheater

### 2001
Torsdagskoncert:

Stig Rossen

Børnenes fredag:

Palle Pirat / Tigermand

Open Air Concert:

Michael Learns To Rock, Suzi & Quadratrødderne, Zididada, Shu-bi-dua, Nikolaj & Piloterne, Peter & de andre Kopier, Spar 2, Tim Christensen, TV-2

Konferencier: Brdr. Grim's Morskabstheater

Bøgescenen:

DVK, Wishing Well, Froggies and Friends, LBS, Porn, Kindergarden Jam, Popnitz

Konferencier: Brdr. Grim's Morskabstheater

### 2002
Torsdagskoncert:

Det Fede Kor, Lene Siel og Jesper Lundgaard

Børnenes fredag:

Tigermand/Mek Pek

Open Air Concert:

Cowgirls, Die Herren, Petty Maids, Danser med Drenge, Hotel Hunger, Erann DD, Spar 2, Suzi & Quadratrødderne, Zindy Kuku Boogaloo

Konferencier: Brdr. Grim's Morskabstheater

Bøgescenen:

Popnitz, Wishingwell, Naked Kangaroos, Nimb, Amnesia, Blank

Konferencier: Brdr. Grim's Morskabstheater

### 2003
Torsdagskoncert:

Musical Night med Stig Rossen og stort orkester

Børnenes fredag:

Tigermand, Muddi & Salamidrengene

Open Air Concert:

Johnny Madsen, Zididada, Suzi & Quadratrødderne, Andrew Strong, Shu-bi-dua, Dodo and the Dodos, Turn on Tina, Spar 2, Big Fat Snake, Gnags

Konferencier: Brdr. Grim's Morskabstheater

Bøgescenen:

Fyr ’n af, Grasp, Popnitz, Naked Kangaroos, B-line, Nimb, Blender

Konferencier: Brdr. Grim's Morskabstheater

### 2004
Torsdagskoncert:

The Bootless, Peter Belli & Five Roses

Konferencier: Formanden i korte bukser, stor skandale.

Børnenes fredag:

Tigermand/Mek Pek

Open Air Concert:

Danser med Drenge, Sanne Salomonsen. Tim Christensen, Zididada, Shu·Bi·Dua, Peter og de andre Kopier, Spar2, Safri Duo, Die Herren, TV·2

Konferencier: Brdr. Grim's Morskabstheater

Bøgescenen:

You Name It, Popnitz, Henning Stærk, Gang i pæren, Nimb, Papkasseshow, Naked Kangaroos, Wishing Well

Konferencier: Brdr. Grim's Morskabstheater

### 2005
Torsdagskoncert:

Jesper Lundgaard, Basix

Børnenes fredag:

Tigermand, Dr. Pjuskebusk

Open Air Concert:

Thomas Helmig, Saybia, Poul Krebs, Johnny DeLuxe, Tue West, Johnny Madsen, Spar2, Danser Med Drenge, Dodo & the Dodos, Robbie Williams Jam

Konferencier: Brdr. Grim's Morskabstheater

Bøgescenen:

Christina Groth, Junker, Venue, Kastor, Extraneous, Vestkraft, Nimb, Joe Ordinary.

Konferencier: De To 

### 2006
Torsdagskoncerten:

Dorthe Kollo, Bjørn Tidmand, Birthe Kjær, Gemalerne

Børnenes fredag:

Onkel Jes, Ann & Aberne.

Open Air Concert:

Shu-bi-dua, D-A-D, Jokeren, Zididada, Sweet Glam Jam, Carpark North, Gnags, Spar2, Michael Falch, Bryan Adams Jam.

Konferencier: Onkel Jes

Bøgescenen:

Gang i pæren, Pink Ego Box, Powderhog, Damage Inc., Kastor, Popnitz, Blank.

Konferencier: De To

### 2007
Torsdagskoncerten:

Keld & Hilda, Richard Ragnvald, Klaus & Servants

Børnenes fredag:

Tigermand show, Mek Pek

Open Air Concert:

Dodo & the Dodos, Nik & Jay, Pretty Maids, Big Fat Snake, Danser Med Drenge, Back In Black, Johnny Madsen, Infernal, Spar2, Poul Krebs

Konferencier:Brdr. Total

Bøgescenen:

Ale Band, Joe Ordinary, Sweet Glam Jam, Never2late, Superloo, Terminal, Popnitz, Powderhog

Konferencier: De To

### 2008
Torsdagskoncerten:

Neighbours, Anne Dorte Michelsen, Louise Støjberg, Sidsel Maria Michelsen, Westcoast Gospel Voices

Børnenes fredag:

Tigermands Show – Rockpiraterne

Open Air Concert:

Volbeat, Dúné, Shu-bi-dua, Outlandish, OneTwo, Gnags, Infernal, Spar2, Zididada, Die Herren
 
Konferencier: Brdr. Totals uforudsigelige konferencierduo

Bøgescenen:

Sweet Glam Jam, Jacob Andersen m/ Band, Exploding Boy, Popnitz, Nano, In Every Aspect, Den Røde Baron, Us and Them, Mikkel Schack Band

Konferencier: De To

### 2009
Torsdagskoncerten:

Neighbours, Trine Gadeberg, Louise Støjberg, Sidsel Maria Michelsen, Westcoast Gospel Voices, Fanø Pipes

Børnenes fredag:

Tigermands Show

Open Air Concert:

Dodo & The Dodos, Back in Black, Bryan Rice, Big Fat Snake, Danser med Drenge, Ida Corr, Johnny Madsen, Lars Lilholt Band, Carpark North, Nik & Jay

Konferencier: Jan Svarrer

Bøgescenen:

Never 2 Late, Exploding Boy, Terminal, Sweet Glam Jam, Byhr, Den Røde Baron, Nano, Powderhog, Popnitz.

Konferencier: Backstage Crew

### 2010
Torsdagskoncerten:

Teaterkonceren Four Jacks, med Peder Kragerups trio, Stig Rossen, Jesper Lohmann, Jesper Asholt, Keld Heick

Børnenes fredag:

Tigermands Show

Open Air Concert:

Zididada, Michael Jackson Tribute, Magtens Korridorer, Thomas Helmig, Shubidua, Celina Ree, Rammstein Jam, Hej Matematik, The Blue Van, Kim Larsen og Kjukken

Konferencier: Jan Svarrer

Bøgescenen:

Scarlet and the Goldfilters, DAD jam, Sweet Glam Jam, Hit med 80'erne, Byhr, BIT-band, Terminal, Popnitz.

Konferencier: Backstage Crew

### 2011
Torsdagskoncerten:

B.A.M.S.E.-aften med: De originale "Vennerne", Dario Campeotto, Keld og Hilda, Richard Ragnvald, Viggo Sommer

Børnenes fredag:

Tigermands Show

Open Air Concert:

Aqua, The Blue Van, Lars Lilholt Band, Back in Black, Medina, Rasmus Seebach, Hej Matematik, Danser Med Drenge, Carpark North

Konferencier: Jan Svarrer

Bøgescenen:

Safe'n' Sound, Rhythm in Dresscode, Terminal, Smukke Møller, Never2late, Nano, Hit med 80'erne.

Konferencier: Backstage Crew

### 2012
Torsdagskoncerten:
Birthe Kjær og The Feel Good band, PS12
Børnenes fredag: Tigermands Show
Open Air Concert:
Big Fat Snake, A Friend in London, Alphabeat, Nik & Jay
Hit med 80'erne, The Storm, Sanne, Sys Bjerre, Burhan G, D.A.D.
Konferencier: Jan Svarrer
Bøgescenen:
The Gang OK, Brainpolice, Decco Band
Rockcoloured, Ebberfeld, Join the Dresscode, Smukke Møller, Sweet Glam Jam
Konferencier: Backstage Crew

### 2013
Torsdagskoncerten:
Kandis og Sweethearts
Børnenes fredag: Tigermands Show
Open Air Concert:
Infernal, Shaka Loveless, Hej Matematik, Lukas Graham
Anne Dorte & Maria Bramsen, Dúne, Johnny Madsen, TV2, Thomas Helmig
Konferencier: Peter S. Dalsgaard
Bøgescenen:
Sweet Glam Jam, Popnits, Kind og Magic, Back in Black
The Floor is made og Lave, Bryan Adams Jam, Den Danske Mafia
Konferencier: Backstage Crew

### 2014
Torsdagskoncerten:
Anette & Keld Heick, Bajerbanden
Børnenes fredag: Tigermands Show
Open Air Concert:
Danser med Drenge, LIGA, Burhan G, Carpark North, Mads Langer
Nabiha, Lars Lilholt Band, Queen Machine, Nephew
Konferencier: Peter S. Dalsgaard
Bøgescenen:
Sweet Glam Jam, Robbie Williams Jam, Dizzy Miss Lizzy Jam,
Guns Tribute, Hit med 80'erne, Electric Guitars Smukke Møller
Konferencier: Backstage Crew

### 2015
Torsdagskoncerten:
Thomas Eje & Randers Big Band, Mek Pek & Jan Svarrer Rock'n Comedy
Børnenes fredag: Mek Pek
Open Air Concert:
Spar2, Go Go Berlin, Rasmus Seebach, Hej Matematik
Michael Hardinger Band, Joey Moe, Big Fat Snake, Sweet Glam Jam, Dizzy Miss Lizzy
Konferencier: Peter S. Dalsgaard/Ole Gudmundsen
Bøgescenen:
LEAP, Dirty Guns, D.A.D. Jam, Christopher,
High Voltage, 80'erne Lever, A Rush of Coldplay, Enjoy The Silence
Konferencier: Backstage Crew

### 2016
Efter svigtende billetsalg var Open Air Varde en overgang truet af aflysning, men en underskudsgaranti på 755.000 kroner rejst af lokale erhvervsfolk sikrede fesrtivalens overlevelse, der dette år afholdes 29.-30. juli.